# Al-Muktafi

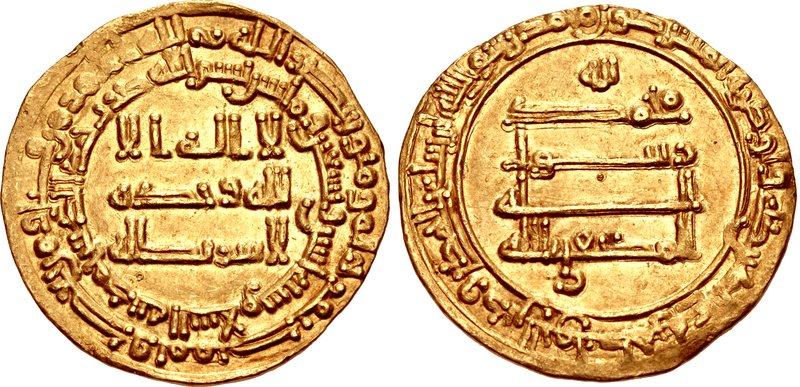
Dinar de al-Muktafi. Año 292 AH.

Abū Mohamed ‘Alī al-Muktafī bi-l-Lāh ibn Ahmad (878–908) (Árabe: ﺍﻠﻤﻜﺘﻔﻲ al-muktafī) fue el califa abasí de Bagdad desde 902 hasta su muerte. Fue sucedido por su hermano al-Muqtádir.
Alcanzó gran popularidad por su generosidad, y al abolir las prisiones y la policía secreta implementadas por su padre.
Durante su reinado el Califato estuvo amenazado tanto por los bizantinos como, especialmente, por los Cármatas.
| Predecesor: al-Mutádid | Califa Abasí 902-908 | Sucesor: al-Muqtádir |

- Datos: Q284701
- Multimedia: Al-Muktafi / Q284701